# Ger Harmsen
Gerrit Jan (Ger) Harmsen (Amsterdam, 15 mei 1922 – De Knipe, 3 april 2005) was een Nederlands filosoof en historicus. Hij was een kenner van het marxisme en de geschiedenis van de arbeidersbeweging. Harmsen beschouwde zichzelf als kind van de werklozenjaren, de Tweede Wereldoorlog en vooral van de Koude Oorlog. Harmsen hield zich in verschillende perioden van zijn leven intensief bezig met natuurstudie, vooral met de plantensociologie en de bryologie, de bestudering van mossen.

## Biografie

### Jeugd en jonge jaren
Ger Harmsen werd geboren als de oudste zoon van een timmerman, Jan Harmsen (1899–1971) en Emma Clasina Blase (1902–1969). Ze waren in 1921 getrouwd. Drie van zijn vier grootouders waren analfabeet; twee van hen leerden op latere leeftijd nog lezen en schrijven. “Interesse voor de natuur werd niet van huis uit meegegeven, omdat andere zaken meer aandacht vroegen: er moest eenvoudigweg brood op de plank komen. Boeken waren thuis niet aanwezig.” Zijn vader ging rond de tijd van zijn geboorte naar de politieschool en werd enige tijd straatagent. Maar na een ruzie werd hij ontslagen en keerde terug in het arbeidersbestaan. Hij zou vervolgens een aantal jaren bij de Nederlandsche Scheepsbouw Maatschappij werken.
Ger kreeg na 2 jaar een broer, Jo, en in 1931 een tweede broer, Jan.
Toen Ger werd geboren woonden zijn ouders in bij de ouders van zijn moeder in de Indische Buurt. Het zou enkele jaren duren voordat ze een eigen onderkomen hadden. Alhoewel de familie orthodox hervormd was, werden de ouders van Ger Harmsen al snel na hun huwelijk atheïst. Ze zouden daar niet meer op terugkomen, en Harmsen zou het “als een voorrecht” blijven beschouwen in een atheïstisch gezin te zijn opgegroeid.
In de tijd dat Harmsen naar de lagere school moest, verhuisden z'n ouders naar Tuindorp Oostzaan. Rond 1929 verhuisde het gezin voor korte tijd naar Zuilen. Daar werkte zijn vader bij Werkspoor. Maar toen daar de eerste ontslagen vielen, stond vader Harmsen op straat en keerde het gezin terug naar de Indische Buurt in Amsterdam. Jan Harmsen begon daarna voor zichzelf en bouwde met grote inspanningen een bedrijfje in winkelmachines op. Ger werkte van jongs af aan mee in dit bedrijfje als hij vrij van school had. Z'n broer Jo zou later het bedrijf overnemen.
Ger had als kind een zwakke gezondheid. Hij kampte vanaf zijn derde levensmaand met chronische bronchitis. Nadat hij in 1933 enkele maanden in een vakantiekolonie in Egmond aan Zee had doorgebracht, was hij er voorgoed van genezen. Zijn gezondheid was er een van de oorzaken van, dat hij op de lagere school een 'outcast' werd zonder vriendjes. Een andere oorzaak was het feit dat hij minstens zes verschillende lagere scholen bezocht.
In het sociale milieu waarin Harmsen opgroeide, was – in zijn eigen woorden – “socialisme als politieke overtuiging zo vanzelfsprekend, dat de discussies onder klasgenoten alleen nog konden gaan over het gelijk van het communisme, de sociaaldemocratie of het revolutionair-socialisme. Uiteraard verdedigden zij daarbij de voorkeur van hun vaders. Vooral in de verkiezingstijd raakten door politieke discussies de gemoederen in de klas zo verhit dat ze overgingen in verwoede vechtpartijen. Aan mij ging dit voorbij.”

### Na de lagere school
Na de lagere school, van 1933 tot 1937, bezocht Ger de Amstelschool voor lager handelsonderwijs aan de voormalige Stadstimmertuin (in 1941 zou daar het Joods Lyceum worden gevestigd). Hij ontmoette er zijn eerste vriend, Henk Brouwer. Onder diens invloed ontdekte Harmsen in 1935 de natuur. Hij vatte een grote liefde voor planten op en werd een fanatiek botanicus. Vanaf dat moment gingen bloemen hem meer bezighouden dan “studie, een baan, vooruitkomen of meisjes”. Desondanks wist hij met goede resultaten de handelsschool af te ronden, om in januari 1938 zijn eerste baan te aanvaarden bij een tabakshandelaar. Het werk bij de tabakshandelaar was geen succes en al in mei 1938 ging Ger Harmsen werken bij de Nederlandse Cocaïnefabriek N.V., een chemisch bedrijf, waar opiaten als heroïne, morfine en codeïne deels uit opium, en deels synthetisch werden vervaardigd. Hij behaalde het diploma voor chemisch analist en bleef in het bedrijf werken tot 1941.

### De NJN
Nu hij zelf geld verdiende kon hij lid worden van de Nederlandse Jeugdbond voor Natuurstudie (NJN), die een aantal jaren – tot ver in de Tweede Wereldoorlog – het brandpunt van zijn wereld zou vormen. In de NJN maakte Harmsen meer vrienden, bijvoorbeeld Chris Homburg, die net als hij op een chemische fabriek werkte. Samen zwierven ze in hun schaarse vrije tijd door Nederland langs jeugdherbergen. Elk weekend ging Harmsen op excursie. Hij leerde binnen de NJN een groep jonge plantensociologen kennen, waaronder Victor Westhoff, Jacques Meltzer, Wim Margadant, Huib de Miranda en Han Alta. Hij werd zelf ook actief in de 'sjokgroep' ('sjok' was in de NJN het woord voor plantensociologie) en begon zich ook te interesseren voor mossen. Harmsen werd administrateur van de sjokgroep en in 1942 redacteur van het blad Kruipnieuws. In de NJN-tijd, tussen 1938 en 1942 verschenen ook zijn eerste publicaties in het afdelingsblad, het blad van het district Amsterdam, De Inktzwam en in Kruipnieuws: in totaal een twaalftal artikelen over botanische onderwerpen.
De weinige NJN'ers die op een kantoor of in een fabriek werkten troffen elkaar op Kolland, een landgoed tussen Amerongen en Leersum tussen de Nederrijn en de Utrechtse Heuvelrug. De gevoelens van Harmsen t.a.v. de NJN waren dubbel. De NJN bestond hoofdzakelijk uit middelbare scholieren en studenten. Voor Ger was de NJN daarom een elitaire club: “Een arbeidersjongen hadden ze liever niet in het bestuur, 'want die beschikte over te weinig cultuur'.” Toch betekende de NJN veel voor Harmsen, al kon hij veel van de kampen niet bijwonen omdat hij maar één week per jaar vrij had. De ontmoeting met scholieren en studenten maakte ook de behoefte los om zelf de middelbare school te gaan volgen.

### De Tweede Wereldoorlog
In de zomer van 1941 besloot Ger Harmsen om ontslag te nemen bij zijn werkgever, en te gaan wonen op Kolland, om daar te gaan werken voor het HBS-diploma. Heel langzaam begon zich bij hem ook een politieke belangstelling te ontwikkelen; discussies in de NJN droegen daar in belangrijke mate aan bij. Hij beschouwde zichzelf als humanist, verwierp het nationaalsocialisme, maar van een praktische vorm van verzet was geen sprake.
Hij ontmoette Annie van der Lugt, die in Apeldoorn bij haar moeder woonde. Hij ging in op het aanbod om bij hen in huis te komen en daar de vijfde klas van de Rijks-HBS te volgen. Heel langzaam ontwikkelde zich een liefdesrelatie met Annie. Harmsen werd voorzitter van de NJN-afdeling Apeldoorn. Op 1 juni 1943 behaalde hij, samen met Annie, het diploma HBS-B.
Direct na het eindexamen werd Ger tewerkgesteld in Duitsland. Eerst werkte hij enige tijd in de land- en tuinbouw, in de omgeving van Keulen. De bedoeling van de massale (geallieerde) bombardementen ontging hem. Ze versterkten zijn anti-Amerikaanse gevoelens. Het werk viel hem zwaar. Harmsen liep een tweezijdige longontsteking en pleuritis op en belandde in een ziekenhuis. Hij kreeg ook nog de mazelen. Door een contact met de Duitse plantensocioloog en botanicus Reinhold Tüxen slaagde hij er in tewerkgesteld te worden op diens onderzoeksinstituut in Stolzenau an der Weser. De benodigde papieren werden getekend door Speer en Göring persoonlijk. In de acht tot negen maanden dat hij in Stolzenau verbleef, raakte Ger geheel vertrouwd met de plantensociologie. Nadat de Engelse legers in april 1945 Stolzenau bezet hadden, keerde Harmsen terug naar Nederland. Achteraf kreeg hij daar spijt van: “Ik had een baan in Stolzenau en die had ik waarschijnlijk wel kunnen houden.”
Op 19 september 1945 trouwden Ger Harmsen en Annie van der Lugt in Amsterdam. Ze gingen in de Indische Buurt wonen. De dag na zijn huwelijk kwam de vader van Ger langs om te vertellen dat hij ging scheiden van zijn vrouw.
In 1946 ging Harmsen werken bij Staatsbosbeheer. Hij verrichtte op verschillende plaatsen vegetatiekarteringen, bijvoorbeeld in de Liemers bij Zevenaar en in het Haaksbergerveen (Twente). In het najaar van 1946 ging hij fysische en sociale geografie studeren aan de Universiteit van Amsterdam en stopte hij zijn werk bij Staatsbosbeheer. Het zou tot 1957 duren voordat Harmsen weer veldbiologische activiteiten ging ontplooien.

### De eerste CPN-periode
In de loop van 1946 had Harmsen zich als lid van de Communistische Partij van Nederland (CPN) aangemeld – dat was de uitdrukking van zijn “wens tot een linkse massabeweging te behoren”. De eerste naoorlogse jaren waren een periode waarin de 'revolutionaire verwachtingen' hoog gespannen waren. De CPN behaalde bij de eerste naoorlogse verkiezingen voor de Tweede Kamer bijna elf procent van de stemmen. In de periode van de Koude Oorlog die erop volgde zou dit revolutionaire élan voor een groot deel verdampen. Harmsen werd in sneltreinvaart ingevoerd in de beginselen van het marxisme-leninisme en maakte kennis met teksten van de 'klassieken': Marx, Engels, Lenin en Stalin. “De manier waarop ik volledig overtuigd raakte van het gelijk van het sovjetmarxisme in het kielzog van Marx, had veel weg van een bekering.”
In 1947 werd Harmsen landelijk scholingsleider van de CPN. Hij zou dit blijven tot 1952. In deze tijd publiceerde hij naast scholingsteksten een groot aantal artikelen in Politiek & Cultuur, De Waarheid en andere partijorganen.
Door zijn werk kwam Harmsen in alle uithoeken van het land om cursussen te geven en leerde hij de partij goed kennen. Hij kreeg ook de leiding over de partijschool in Laren, in het Louis de Visser-huis, genoemd naar de vooroorlogse voorzitter van de partij, Louis de Visser, die in de oorlog was omgekomen. De partijschool werd in 1949 opgeheven. Hij raakte betrokken bij de communistische uitgeverij Pegasus. In het kader van zijn werkzaamheden had Harmsen ook contact met Paul de Groot, de politiek leider van de partij.
Op 24 oktober 1947 kregen Annie en Ger Harmsen een zoon, Karl. Daarnaast kwam er een pleegkind in huis, Esje (Esther) de Jong. Samen met Annie was Harmsen actief betrokken bij de Organisatie van Progressieve Studerende Jeugd (OPSJ).
In de periode dat Harmsen scholingsleider in de CPN was, was hij over het algemeen trouw aan de partijlijn: zijn bijdragen kenmerken zich door een dogmatisch marxisme, zijn politieke standpunten zijn onversneden stalinistisch en zijn houding is anti-intellectualistisch. Zelf beschouwde Harmsen als het belangrijkste probleem van deze periode van zijn leven dat hij in de CPN niet leerde om respect te hebben voor mensen, zelfs niet als zij een grote staat van dienst hadden. “De CPN leerde me niet om maat te houden, de menselijke kant in de politiek te onderkennen en oog te krijgen voor verhoudingen.”
Eind 1951 kreeg Harmsen te horen dat hij van zijn functie als landelijk scholingsleider ontheven werd. Hij kreeg ook een publicatieverbod. Op 7 december 1951 verscheen een verklaring over zijn ontslag in De Waarheid. De scholing die hij gaf was te theoretisch en te intellectualistisch, en daarbij kwamen nog enkele organisatorische misstappen. Op een ledenvergadering (van de afdeling Indische Buurt) oefende Harmsen 'zelfkritiek' uit. Harmsen bleef nog wel actief in de partijafdeling, hij werd hier zelfs op een gegeven moment weer als instructeur ingezet.
Ook in zijn persoonlijk leven kwam het tot een breuk, toen Annie hem verliet. Een jaar later ontmoette hij Geert van der Molen, journaliste bij De Waarheid, met wie hij een verhouding kreeg. Ze trouwden op 6 oktober 1953. Hun eerste kind was een dochter, Yfke.

### Doctoraalexamen
Harmsen besloot kort nadat hij door de CPN was ontslagen, filosofie te gaan studeren. Hij studeerde onder anderen bij Jacques Presser en H.J. Pos.
Op 9 december 1955 deed Harmsen doctoraalexamen in filosofie, geschiedenis en Russisch.

### Weer actief in de partij en weer eruit, en nu voorgoed
De politieke klimaatsverandering in de Sovjet-Unie na de dood van Stalin in 1953 leidde ook in de CPN tot een koerswijziging. Het gevolg was dat Harmsen meteen na zijn doctoraalexamen weer in de partij aan het werk kon. Harry Verheij nodigde hem namens het partijbestuur uit om voor uitgeverij Pegasus te gaan werken. Hij ging weer schrijven voor Politiek & Cultuur en bereidde de uitgave van boeken voor. Ook verscheen van hem een brochure, De huidige klassenstrijd in ons land (1956).
In april 1956 vond het 20ste Congres van de Communistische Partij van de Sovjet-Unie plaats, waarin Nikita Chroesjtsjov zijn rede hield over de fouten en misdaden van Jozef Stalin. Harmsen maakte “een diepgaande gewetenscrisis” door. Kon men zich met goed fatsoen nog 'communist' noemen, nadat duidelijk was geworden dat “de droom van een humane wereld” in werkelijkheid een “terreurregime [bleek] te zijn geweest dat miljoenen slachtoffers had gemaakt”? De destalinisatie van de CPN zette niet door en een ander wereldfenomeen doorkruiste vervolgens de langzaam op gang komende liberalisering. Toen in november 1956 de sovjet-regering de Hongaarse opstand onderdrukte vlogen bij Felix Meritis de stenen door de ruiten. Harmsen behoorde tot degenen die de belegerde communistische veste verdedigden tegen de volkswoede. Toch ontstonden er al spoedig controverses tussen hem en de partijleiding. In dat conflict kreeg hij bijval van bestuurders van de Eenheids Vakcentrale (EVC), de communistische vakbond. In het voorjaar van 1957 nam Harmsen ontslag als partijfunctionaris. Zijn gezondheid liet hem in de steek en ook zijn huwelijk raakte in een crisis. Zijn vrouw Geert en hij “leverden hun partijboekjes in”.

### 1957–1971: Leraar, promovendus en wetenschappelijk medewerker
Van 1957 tot 1961 was Harmsen geschiedenisleraar in Zierikzee op het Professor Zeemanlyceum. In die tijd kwam het tot een breuk met zijn vrouw Geert.
In 1961 trouwde hij met Albertine Françoise (Tienka) Wiersma.
Politieke activiteiten ontplooide Harmsen in zijn Zierikzeese jaren nauwelijks, alhoewel hij zich wel verwant voelde aan de Brug-groep. Hij nam het werk aan zijn dissertatie weer op. Op 4 juli 1961 promoveerde hij cum laude op Blauwe en rode jeugd : een bijdrage tot de geschiedenis van de Nederlandse jeugdbeweging tussen 1853 en 1940 bij prof. Jacques Presser. De jeugdbeweging zou ook later zijn belangstelling nog houden. In 1962 publiceerde hij een boekje over de Jongelieden Geheelonthoudersbond (JGOB) en in 1969 over de Nederlandse Bond van Abstinent Studerenden (NBAS).
In 1961 kreeg Harmsen een betrekking als leraar op het P.C. Hooft-lyceum te Amsterdam. Hij verhuisde naar Buitenveldert.
In de vroege jaren zestig ging Harmsen steeds meer een rol spelen in het debat over het marxisme, dat in die tijd van destalinisatie ook in Nederland tot ontwikkeling kwam. Hij ontmoette onder anderen Bernard Delfgaauw. Harmsen redigeerde in 1964 de bundel De actualiteit van Marx, waarin een weergave werd gegeven van de inleidingen van en discussies tussen en met zeven sprekers. In 1968 verscheen een bundel opstellen van zijn hand onder de titel Marx contra de marxistische ideologen: historisch-wijsgerige beschouwingen.
In 1964 werd Ger Harmsen lid van de Pacifistisch Socialistische Partij (PSP), alhoewel hij in een verklaring in Bevrijding – het partijblad – van 24 oktober 1964 aangaf geen pacifist te zijn.
In september 1965 werd Harmsen medewerker bij het Documentatiecentrum voor Nieuwste Geschiedenis (DNG) aan de Politiek-Sociale Faculteit van de Universiteit van Amsterdam, waar Frits de Jong Edz de scepter zwaaide. Voor de theoretische inleiding op een cursus voor toekomstige MAVO-leraren geschiedenis maakte hij een tekst, die later als Inleiding tot de geschiedenis (1968) het bekendste en best verkochte werk van Harmsen zou worden met een oplage van meer dan 40.000 exemplaren.
Harmsen werkte mee aan verschillende periodieken, zoals het anarchistische blad Buiten de perken. Dat werd in 1966 opgeheven. In 1967 belandde hij in de redactie van De Nieuwe Stem, dat de opvolger was van het humanistische orgaan De Stem van Dirk Coster.
Dat ging in 1968 op in Interlinks. Van de redactie maakten naast Harmsen onder anderen Marius Broekmeyer, Wouter Gortzak en Frits de Jong deel uit. Harmsen trok zich al na één nummer uit de redactie terug. Overigens werd het blad in 1971 opgeheven. Later ging Harmsen meewerken aan Te Elfder Ure.
In 1966 kregen Tienka en Ger Harmsen hun eerste kind. Dat leefde slechts enkele dagen. Op 14 oktober 1968 beviel Tienka van een zoon, Roelant Jan, en op 7 januari 1970 werd dochter Jantien geboren.
De eerste jaren op het DNG publiceerde Harmsen veel over de geschiedenis van de arbeidersbeweging, vooral die van de CPN en de Komintern. Hij verdiepte zich in het leven van communisten als Alex de Leeuw, Daan Goulooze en Gerben Wagenaar. Nadat Goulooze in 1965 overleed schreef Harmsen het in 1967 voor het eerst gepubliceerde: Daan Goulooze: uit het leven van een communist. Naar aanleiding van het boek werd Harmsen door Martin de Ruyter voor de Volkskrant geïnterviewd: zijn eerste interview en foto in een krant. Harmsen raakte ook voor het eerst overspannen. Ger Harmsen kocht in 1967 een boerderijtje in De Knipe in Friesland, dat hij 'De Weegbree' noemde.

### Jongeren- en studentenbeweging
Harmsen had nauwe contacten met de opkomende jongerenbeweging die zich vanaf 1959 manifesteerde. Hij hield lezingen tijdens bijeenkomsten, schreef artikelen en nam deel aan openbare discussies.
De democratiseringsbeweging onder studenten aan de universiteiten maakte hij van dichtbij mee. Hij huldigde soms wat 'ouderwetse' standpunten, bijvoorbeeld waar het ging om de zeggenschap over de kwaliteit en inhoud van de studie en de toetsing van studieresultaten. 'One man one vote' was hem een brug te ver. De gebeurtenissen van mei 1968 in Parijs volgde hij op de voet en van de Maagdenhuisbezetting aan de Universiteit van Amsterdam maakte hij een deel mee.
Op zijn eigen subfaculteit raakt hij in conflict met Prof. dr. H. Daudt.
Rond 1969 ging de studentenbeweging zich steeds uitdrukkelijker richten op de arbeidersbeweging. In een projectgroep van hoofdzakelijk politicologie-studenten leverde Harmsen een bijdrage aan een vergelijkende studie van de geschiedenis van de studenten- en de arbeidersbeweging. De resultaten van dit werk werden verwerkt in het boek Macht en inspraak, de strijd om de democratisering van de Universiteit van Amsterdam (1981)  van Frits de Jong.-
In 1969 werd Harmsen lid van het bestuur van het Verbond van Wetenschappelijke Onderzoekers (VWO). Van 1971 tot 1973 was hij voorzitter.
In 1970 kwam Harmsen in contact met Hugues Boekraad en Sjef van de Wiel van de Socialistische Uitgeverij Nijmegen (SUN). De SUN was in die tijd een uitgeverij, tevens drukkerij die door een studenten-collectief werd gerund. In 1971 verscheen de eerste publicatie van Harmsen over de geschiedenis van het socialisme en de arbeidersbeweging (die aanvankelijk voor intern gebruik bedoeld was) als werkuitgave bij de SUN, de eerste druk nog anoniem. Een jaar later volgde een bibliografie van de geschiedschrijving van de arbeidersbeweging. Ook in Te Elfder Ure (TEU), een tijdschrift dat in 1954 was ontstaan en dat door de SUN werd overgenomen, verschenen artikelen van Harmsen. Vooral het in 1971 in TEU gepubliceerde 'Tegen arbeiderisme en sociologisme' werd in de studentenbeweging veel gelezen en besproken. De SUN ontwikkelde zich gaandeweg tot een professionele uitgeverij. Harmsen had een aantal jaren veel bemoeienis met publicaties van de SUN op het terrein van de geschiedenis van de Nederlandse arbeidersbeweging.
In juni 1971 beëindigde Harmsen zijn onderwijs aan het DNG, nadat hij benoemd was tot wetenschappelijk medewerker voor filosofie aan de Rijksuniversiteit Groningen.

### Latere loopbaan
In 1973 werd Harmsen hoogleraar dialectische filosofie en historische sociologie aan de Rijksuniversiteit Groningen (RUG). Harmsen werd lid van de PvdA.
Hij keerde zich tegen de Franse marxist Althusser die destijds erg in de mode was. De CPN maakte hem uit voor 'NAVO-hoogleraar'. Een deel van de linkse studenten uit die tijd – voor zover onder invloed van de CPN – hadden weinig met hem op, maar ook bij de kort daarvoor van de Rijksuniversiteit Groningen naar Parijs verhuisde W.F. Hermans moest de kersverse hoogleraar het ontgelden. In 1987 ging Harmsen met emeritaat.
In 1995 volgde nog het staartje van het conflict met de CPN, dat overigens in 1977 was gestaakt. BVD-medewerker Dirk Engelen promoveerde op het proefschrift Geschiedenis van de Binnenlandse Veiligheidsdienst en noemde Harmsen als BVD-infiltrant.
Bij publicatie van zijn autobiografie - die hij Herfsttijloos noemde, naar de gelijknamige plant - bleek Harmsen zijn leven uitputtend te hebben gedocumenteerd. In 2003 droeg hij zijn archief over aan het Internationaal Instituut voor Sociale Geschiedenis (IISG).
Harmsen overleed op 82-jarige leeftijd in zijn woonplaats De Knipe (gemeente Heerenveen).

## Over Harmsen
- G. Harmsen: Herfsttijloos (Colchicum autumnale) Een levensverhaal, Nijmegen, 1993
- VPRO Marathoninterview: Ronald van den Boogaard drie uur in gesprek met Ger Harmsen, o.a. over verschillende thema's uit zijn autobiografie Hersttijloos.
- Jos Perry: 'Levensbericht Gerrit Jan Harmsen'. In: Jaarboek van de Maatschappij der Nederlandse Letterkunde te Leiden, 2015-2016, pp. 96–107

- Digitale Bibliotheek voor de Nederlandse Letteren: harm006
- Gemeinsame Normdatei: 119231786
- International Standard Name Identifier: 0000 0001 1051 891X
- Library of Congress Control Number: n80107432
- Nederlandse Thesaurus van Auteursnamen: 068208855
- Virtual International Authority File: 32801943
- WorldCat: E39PBJkhJJ43PFxXmfykXPXDbd